# Вилья-Рика (Колумбия)
Вилья-Рика (исп. Villa Rica) — город и муниципалитет на юго-западе Колумбии, на территории департамента Каука. Входит в состав Северной провинции.

## История
Поселение, из которого позднее вырос город, было основано в 1936 году. Муниципалитет Вилья-Рика был выделен в отдельную административную единицу в 1998 году.

## Географическое положение

Муниципалитет Вилья-Рика

Город расположен в северной части департамента, в пределах правобережной части долины реки Кауки, на расстоянии приблизительно 76 километров к северо-востоку от города Попаян, административного центра департамента. Абсолютная высота — 971 метр над уровнем моря.
Муниципалитет Вилья-Рика граничит на северо-востоке с территорией муниципалитета Пуэрто-Техада, на востоке — с муниципалитетом Гуачене, на юго-востоке — с муниципалитетом Калото, на юге — с муниципалитетом Сантандер-де-Киличао, на западе — с территорией департамента Валье-дель-Каука. Площадь муниципалитета составляет 74,3 км².

## Население
По данным Национального административного департамента статистики Колумбии, совокупная численность населения города и муниципалитета в 2015 году составляла 16 189 человек.
Динамика численности населения муниципалитета по годам:
| 2005   | 2006   | 2007   | 2008   | 2009   | 2010   | 2011   | 2012   | 2013   | 2014   | 2015   |
| ------ | ------ | ------ | ------ | ------ | ------ | ------ | ------ | ------ | ------ | ------ |
| 14 326 | 14 501 | 14 681 | 14 853 | 15 032 | 15 215 | 15 413 | 15 604 | 15 798 | 15 995 | 16 189 |

Согласно данным переписи 2005 года мужчины составляли 48,2 % от населения Вилья-Рики, женщины — соответственно 51,8 %. В расовом отношении негры, мулаты и райсальцы составляли 96,9 % от населения города; белые и метисы — 2,9 %; индейцы — 0,2 %.
Уровень грамотности среди всего населения составлял 92,7 %.

## Экономика
Основу экономики Вилья-Рики составляет сельское хозяйство. Основными возделываемыми культурами являются кукуруза и бананы.
73,3 % от общего числа городских и муниципальных предприятий составляют предприятия торговой сферы, 21 % — предприятия сферы обслуживания, 4,6 % — промышленные предприятия, 1,1 % — предприятия иных отраслей экономики.

## Транспорт
Через город проходит национальное шоссе № 25 (исп. Ruta Nacional 25).